# Văn hóa underground

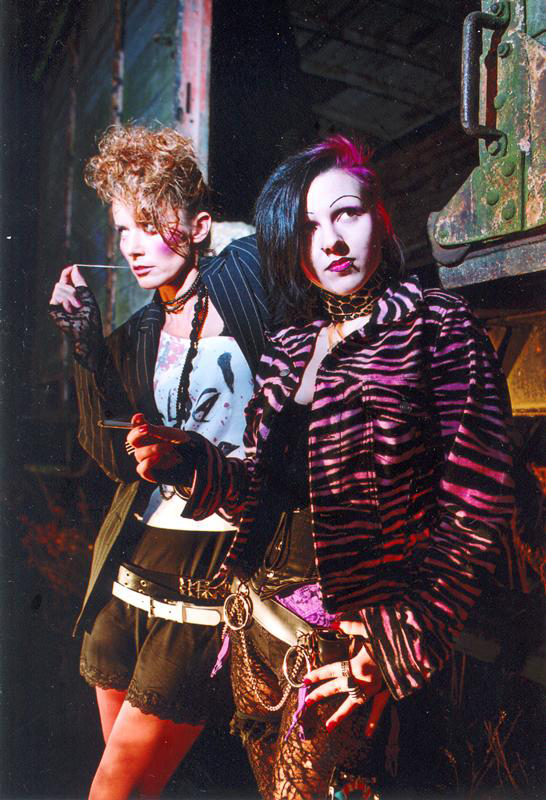
Giới trẻ trong trang phục theo phong cách "underground"

Văn hóa underground hay còn gọi là văn hóa ngầm, văn hóa dưới đáy ngầm, tức giới underground, là một thuật ngữ mô tả đa dạng các nền văn hóa dị biệt nếu không tự xem mình khác biệt với giới thịnh hành hay chính thống trong nền văn hóa-xã hội thì cũng được những người khác nhìn nhận như thế. Đôi khi trong các văn bản tiếng Việt, nó còn được gọi là nền văn hóa sát mặt đất. Từ "underground" (dưới đáy ngầm) trong tiếng Anh được dùng đến vì tồn tại trong lịch sử các phong trào kháng cự dưới nền cai trị hà khắc, ở những nơi mà thuật ngữ underground được mượn dùng để chỉ đến tính chất bí mật tất yếu của tầng lớp chống đối.
Cụm từ "underground railroad" (đường ray ngầm) trong tiếng Anh được làm sống lại và đem ra ứng dụng trong thập niên 1960 để chỉ đến mạng lưới rộng lớn các nhóm người dự định đi quân dịch và những ngôi nhà được sử dụng để trợ giúp những người né tránh quân dịch thời kỳ Chiến tranh Việt Nam được tẩu thoát sang Canada, và nó còn được ứng dụng trong thập niên 1970 để chỉ đến phong trào bí mật của những con người và hàng hóa thuộc Phong trào Thổ dân Anh-điêng đi đi lại lại từ những vùng đất dành riêng cho người Anh-điêng vốn đã chiếm được.
Kể từ đó, thuật ngữ "văn hóa underground" bắt đầu chỉ đến sự đa dạng các tiểu văn hóa khác nhau như: mod, hippie, punk rock, nhạc techno/tiệc quẩy và nhạc hip hop underground.